# Virgil Economu
Virgil Economu (n. 21 noiembrie 1896, București, România – d. 1978) a fost un agronom român, care s-a remarcat ca antrenor de fotbal, fiind unul dintre cei importanți teoreticieni și tacticieni ai acestui sport în România.

## Biografie
Virgil Economu s-a născut la data de 21 noiembrie 1896. După absolvirea școlii primare, a urmat cursurile liceale la Viena și apoi, din anul 1923, cele de specialitate, în domeniul agronomic, la Montpellier (Franța). În anul 1930 a obținut titlul științific de doctor în agronomie. 
Economu s-a apropiat de fotbal, fără să-l practice, în anul 1915, când a început să se ocupe de echipa TCR București, în calitate de antrenor, manager și consilier. Tânărul Virgil Economu era un tenace polisportiv: un agil înotător și un robust jucător de rugby, component al echipei Montpellier Université Club în prima divizie franceză până în 1923. Devine apoi fanul echipei Reims, unde juca Raymond Kopa, viitor component al echipei spaniole Real Madrid, Balonul de Aur din 1958. 
Revenit în țară după finalizarea studiilor agronomice, fiind angajat la Ministerul Agriculturii, unde a îndeplinit pentru o perioadă, în ciuda tinereții, funcția de ministru adjunct. În anul 1923, Virgil Economu a pus bazele primei școli de arbitri de fotbal din România. Apoi a antrenat echipele Pepiniera Istrița și Vârtejul Buzău (1923-1927) - localități în care muncea ca agronom - Unirea Tricolor București (1927-1928), cu care a câștigat campionatul Capitalei, și Gloria C.F.R. Arad (1928-1930), cu care a ajuns în finala campionatului național, ediția 1929/1930. 
Începând din anul 1930, a fost directorul ziarului Sportul Capitalei și șeful rubricii de sport din Curentul, crainic sportiv și antrenor la Acvila Giurgiu (1933-1934). În anul 1937, secretarul general al F.R.F, Octav Luchide, l-a cooptat în corpul tehnic al echipei naționale de fotbal a României, fiind câțiva ani directorul ei tehnic, ajutat pe rând de Emerich Vogl, Coloman Braun-Bogdan și Petre Steinbach. El este fondatorul și organizatorul primei școli românești de antrenori de fotbal în perioada 1938-1939. 
A îndeplinit apoi funcția de antrenor principal (selecționer unic) al Echipei Naționalei de fotbal a României în perioada 1939-1940, conducând această echipă în memorabilul meci de la Roma cu naționala Italiei, campioana mondială en titre, meci care a fost pierdut de România cu scorul de 2-1 (golul nostru fiind marcat de Iuliu Baratky), dar care a lansat un mit, portarul Mircea David, de atunci supranumit "Il Dio". Va mai deține în două rânduri funcția de antrenor principal al naționalei României (1941-1942 și 1946-1947).
În timpul celui de-al Doilea Război Mondial a suferit de pe urma persecuției rasiale, fiind șters din evidențele ofițerilor de rezervă ai Armatei Române, pe data de 5 decembrie 1940, deoarece s-a stabilit că era evreu, și fiindu-i retras gradul de locotenent în rezervă.
Începând din anul 1945 Virgil Economu participă în mod activ la reorganizarea Federației Române de Fotbal și la apariția Sportului Popular. Între anii 1946-1947 a fost ales președintele F.R.F., fiind în paralel și antrenorul echipei naționale de fotbal a României. 
După preluarea puterii de către regimul comunist, continuă să-și facă și meseria de agronom, dar nu se desparte de fotbal. În anul 1953, Corneliu Mănescu și Ion Gheorghe, care lucrau în Direcția Superioară Politică a Armatei, având în subordine și clubul militar, i-au propus lui Nicolae Ceaușescu (ministru adjunct al armatei) angajarea lui Virgil Economu pe post de consilier tehnic, cu sarcini de îndrumare și control la echipa de fotbal C.C.A. București (1953-1957). La această echipă, el a implementat un concept modern despre fotbal legat de așezarea pe teren și tactica de joc, care a stat la baza „echipei de aur a Stelei București” din deceniul al șaselea. 
În anul 1957, dr. Virgil Economu se retrage pentru o perioadă, revenind în fotbal după cinci ani, în 1962, ca director coordonator al primului centru de copii și juniori din țară „23 August” (1962-1966), apoi revine la Steaua București (1966-1967), de unde este cooptat drept consilier tehnic și membru în staff-ul FRF (1967-1974). A încetat din viață în vara anului 1978.

## Cărți publicate
- Fotbal - studiu documentar și critic (1935)
- Fotbal - contribuții la studiul unei metode unitare de joc, cu aplicații la echipa C.C.A. (1958)
- Fotbal - probleme de tactică în jocul modern (1964)
- Sistemul de patru fundași (1965)
- Fotbalul modern simplificat și 400 întrebări și răspunsuri (Ed. Stadion, 1972)
- Fotbal de la Mexic la München (1972).

## Aprecieri
„Se dovedea a fi chiar o enciclopedie în materie de fotbal și orice discuție cu el era interesantă. Purtam cu el nesfârșite dialoguri despre pregătirea și tactica echipei, despre fiecare jucător în parte, și afirm, cu toată răspunderea și recunoștința, că Virgil Economu a contribuit în mod decisiv la selecția, formarea și instruirea echipei C.C.A. din acea perioadă. El a fost acela care m-a convins că prezența a doua extreme clasice, de viteză, este indispensabilă, că ele condiționează jocul oricărei echipe.”—Ilie Savu, fost antrenor al echipei CCA